# Società Sportiva Calcio Napoli 2006-2007
Questa voce raccoglie le informazioni riguardanti la Società Sportiva Calcio Napoli  nelle competizioni ufficiali della stagione 2006-2007.

## Stagione
All'inizio della stagione 2006-2007, il proprietario Aurelio De Laurentiis riaquisisce il nome storico del club: Società Sportiva Calcio Napoli. Dopo il fallimento del 2004 e le due stagioni successive dispuate in Serie C1, in questa stagione il Napoli, neopromosso in Serie B,  riesce a tornare subito nella massima serie. 
La squadra partenopea allenata da Edy Reja vi torna grazie ad un sontuoso torneo, alle spalle della blasonata Juventus, che dopo le vicende di Calciopoli, e partita da -9 ha stritolato comunque il campionato cadetto, vincendolo con sei punti di vantaggio sul Napoli, secondo con 79 punti. Anche il Genoa, terzo classificato sale direttamente, avendo più dei nove punti di vantaggio sulla quarta classificata, che gli hanno permesso di evitare le complicazioni dei play-off. 
Il Napoli ha raccolto 37 punti nel girone di andata e 42 nel girone di ritorno, chiudendo il campionato con la migliore difesa, subendo 29 gol. Ha avuto un buon aiuto dalle reti di Emanuele Calaiò, 2 segnate in Coppa Italia e 14 in campionato, l'attaccante siciliano si è confermato ottimo finalizzatore del gioco voluto da Edy Reja, anche in questa impegnativa categoria cadetta, dopo le 18 reti segnate la stagione scorsa in C1, nella galoppata che ha portato il Napoli in Serie B. Nella Coppa Italia il Napoli nel primo turno ha avuto la meglio sul Frosinone, nel secondo turno sull'Ascoli, nel terzo turno ha eliminato ai calci di rigore la Juventus (5-4), poi nel doppio confronto degli ottavi, è stato eliminato dal Parma.

## Divise e sponsor[3]
Lo sponsor tecnico è Diadora, mentre quello ufficiale è Acqua Lete.
| Casa | Trasferta | Terza Divisa |

## Organigramma societario
Area direttiva
- Presidente: Aurelio De Laurentiis
- Vicepresidente: Jacqueline Marie Baudit
- Consigliere: Valentina De Laurentiis
- Direttore Generale: Pierpaolo Marino

Area organizzativa
- Segretario generale: Alberto Vallefuoco
- Team manager: Edoardo De Laurentiis

Area comunicazione
- Addetto stampa: Guido Baldari

Area marketing
- Direttore commerciale e marketing: Alessandro Formisano

Area tecnica
- Allenatore: Edoardo Reja
- Allenatore in seconda: Fabio Viviani
- Preparatore dei portieri: Nico Facciolo
- Preparatore atletico: Luigi Febbrari

Area sanitaria
- Medico sociale: Alfonso De Nicola
- Massaggiatori: Salvatore Carmando

## Rosa
| N. |                      | Ruolo | Calciatore               |
| -- | -------------------- | ----- | ------------------------ |
| 1  | Italia (bandiera)    | P     | Gennaro Iezzo (capitano) |
| 2  | Italia (bandiera)    | D     | Gianluca Grava           |
| 3  | Italia (bandiera)    | D     | Erminio Rullo            |
| 4  | Italia (bandiera)    | C     | Francesco Montervino     |
| 5  | Italia (bandiera)    | C     | Fabio Gatti              |
| 6  | Paraguay (bandiera)  | D     | Rubén Maldonado          |
| 7  | Italia (bandiera)    | C     | Ivano Trotta             |
| 8  | Brasile (bandiera)   | A     | Piá                      |
| 9  | Argentina (bandiera) | A     | Roberto Sosa             |
| 11 | Italia (bandiera)    | A     | Emanuele Calaiò          |
| 12 | Italia (bandiera)    | P     | Biagio Del Giudice       |
| 12 | Italia (bandiera)    | P     | Giuseppe Marino          |
| 14 | Austria (bandiera)   | D     | György Garics            |
| 16 | Italia (bandiera)    | D     | Andrea Cupi              |

| N. |                    | Ruolo | Calciatore         |
| -- | ------------------ | ----- | ------------------ |
| 17 | Italia (bandiera)  | C     | Marco Capparella   |
| 18 | Uruguay (bandiera) | C     | Mariano Bogliacino |
| 19 | Italia (bandiera)  | D     | Mirko Savini       |
| 20 | Italia (bandiera)  | A     | Roberto De Zerbi   |
| 21 | Uruguay (bandiera) | C     | Nicolás Amodio     |
| 22 | Italia (bandiera)  | P     | Matteo Gianello    |
| 23 | Italia (bandiera)  | D     | David Giubilato    |
| 24 | Italia (bandiera)  | C     | Samuele Dalla Bona |
| 25 | Italia (bandiera)  | C     | Luigi Vitale       |
| 26 | Italia (bandiera)  | D     | Maurizio Domizzi   |
| 28 | Italia (bandiera)  | D     | Paolo Cannavaro    |
| 29 | Italia (bandiera)  | A     | Cristian Bucchi    |
| 33 | Italia (bandiera)  | D     | Luca Lacrimini     |
| 33 | Italia (bandiera)  | D     | Mario D'Urso       |

## Mercato

### Sessione estiva(dal 1/7 al 31/8)
| Acquisti | Acquisti           | Acquisti     | Acquisti                           |
| R.       | Nome               | da           | Modalità                           |
| -------- | ------------------ | ------------ | ---------------------------------- |
| D        | Paolo Cannavaro    |              | svincolato                         |
| D        | Maurizio Domizzi   | Sampdoria    | compartecipazione (1,25 milioni €) |
| D        | György Garics      | Rapid Vienna | definitivo (0,5 milioni €)         |
| C        | Samuele Dalla Bona | Milan        | definitivo                         |
| C        | Fabio Gatti        | Cremonese    | fine prestito                      |
| A        | Cristian Bucchi    | Modena       | definitivo (4 milioni €)           |
| A        | Roberto De Zerbi   | Catania      | definitivo (2,5 milioni €)         |
| A        | Gennaro Esposito   | Pro Vasto    | fine prestito                      |
| A        | Giuseppe Giglio    | San Marino   | fine prestito                      |
| A        | Gerardo Schettino  | Pro Vasto    | fine prestito                      |

| Cessioni | Cessioni           | Cessioni        | Cessioni                     |
| R.       | Nome               | a               | Modalità                     |
| -------- | ------------------ | --------------- | ---------------------------- |
| P        | Biagio Del Giudice | Aversa Normanna | prestito                     |
| P        | Fabio Virgili      | Parma           | risoluzione comp. (25 000 €) |
| D        | Andrea Briotti     | Roma            | fine prestito                |
| D        | Luca Lacrimini     | Frosinone       | prestito                     |
| D        | Elio Nigro         | Benevento       | prestito                     |
| D        | Tommaso Romito     | Salernitana     | prestito                     |
| C        | Roberto De Palma   |                 | svincolato                   |
| C        | Gaetano Fontana    |                 | svincolato                   |
| A        | Gennaro Esposito   | Benevento       | prestito                     |
| A        | Giuseppe Giglio    | Gallipoli       | prestito                     |
| A        | Gaetano Grieco     | Avellino        | prestito                     |

### Sessione invernale(dal 7/1 al 2/2)
| Acquisti | Acquisti      | Acquisti | Acquisti                   |
| R.       | Nome          | da       | Modalità                   |
| -------- | ------------- | -------- | -------------------------- |
| D        | Erminio Rullo | Lecce    | definitivo (1,5 milioni €) |

| Cessioni | Cessioni           | Cessioni  | Cessioni   |
| R.       | Nome               | a         | Modalità   |
| -------- | ------------------ | --------- | ---------- |
| C        | Cataldo Montesanto | Monza     | definitivo |
| A        | Gerardo Schettino  | Pro Vasto | prestito   |

## Risultati

### Serie B[9]

#### Girone di andata
| Arbitro: | Dondarini (Finale Emilia) |

|                                                 |           |                                 |
| Bucchi 30’, 56’ (rig.) Grava 43’ Dalla Bona 79’ | Marcatori | 77’ Beghetto 78’ (aut.) Domizzi |

| Arbitro: | Ayroldi (Molfetta) |

|                         |           |            |
| Nocerino 25’ Riccio 79’ | Marcatori | 33’ Calaiò |

| Arezzo 19 settembre 2006, ore 20:30 CEST 3ª giornata | Arezzo           | 0 – 0 referto | Napoli | Stadio Città di Arezzo (9 017 spett.)\| Arbitro: \| Rosetti (Torino) \| |
| Arbitro:                                             | Rosetti (Torino) |               |        |                                                                         |

| Arbitro: | Pantana (Macerata) |

|            |           |              |
| Bucchi 18’ | Marcatori | 85’ Kyriazis |

| Arbitro: | Banti (Livorno) |

|  |           |                  |
|  | Marcatori | 71’ P. Cannavaro |

| Arbitro: | Rocchi (Firenze) |

|              |           |  |
| De Zerbi 80’ | Marcatori |  |

| Arbitro: | Tagliavento (Terni) |

|             |           |            |
| Cavalli 89’ | Marcatori | 43’ Calaiò |

| Arbitro: | Ciampi (Roma) |

|           |           |  |
| Calaiò 9’ | Marcatori |  |

| Arbitro: | De Marco (Chiavari) |

|                    |           |  |
| Cellini 45’ (rig.) | Marcatori |  |

| Arbitro: | Rizzoli (Bologna) |

|                |           |               |
| Bogliacino 73’ | Marcatori | 67’ Del Piero |

| Arbitro: | Farina (Novi Ligure) |

|  |           |            |
|  | Marcatori | 43’ Calaiò |

| Arbitro: | Rosetti (Torino) |

|                   |           |  |
| Calaiò 39’ (rig.) | Marcatori |  |

| Arbitro: | Farina (Novi Ligure) |

|  |           |                   |
|  | Marcatori | 56’ (rig.) Calaiò |

| Arbitro: | Orsato (Schio) |

|                |           |          |
| Bogliacino 87’ | Marcatori | 79’ Lodi |

| Arbitro: | Dondarini (Finale Emilia) |

|                |           |            |
| Papa Waigo 21’ | Marcatori | 19’ Calaiò |

| Perugia 16 dicembre 2006, ore 16:00 CET 16ª giornata | Napoli            | 0 – 0 referto | Mantova | Stadio Renato Curi (0 spett.)\| Arbitro: \| Celi (Campobasso) \| |
| Arbitro:                                             | Celi (Campobasso) |               |         |                                                                  |

| Arbitro: | Damato (Barletta) |

|                                         |           |            |
| Dalla Bona 5’ Bucchi 50’ Bogliacino 69’ | Marcatori | 64’ Hamšík |

| Modena 22 dicembre 2006, ore 20:30 CET 18ª giornata | Modena        | 0 – 0 referto | Napoli | Stadio Alberto Braglia (11 501 spett.)\| Arbitro: \| Pieri (Lucca) \| |
| Arbitro:                                            | Pieri (Lucca) |               |        |                                                                       |

| Arbitro: | Stefanini (Prato) |

|                   |           |  |
| Bucchi 82’ (rig.) | Marcatori |  |

| Arbitro: | Girardi (San Donà di Piave) |

|              |           |              |
| Polenghi 13’ | Marcatori | 24’ De Zerbi |

| Arbitro: | Pierpaoli (Firenze) |

|                   |           |          |
| Calaiò 82’ (rig.) | Marcatori | 87’ León |

#### Girone di ritorno
| Arbitro: | Farina (Novi Ligure) |

|  |           |                                  |
|  | Marcatori | 4’ Piá 55’ Calaiò 90’ Montervino |

| Arbitro: | Marelli (Como) |

|          |           |  |
| Sosa 80’ | Marcatori |  |

| Arbitro: | Orsato (Schio) |

|                     |           |                         |
| Bucchi 14’ Sosa 83’ | Marcatori | 55’ Bondi 90+2’ Volpato |

| Arbitro: | Ciampi (Roma) |

|          |           |                                          |
| Cerón 9’ | Marcatori | 33’ P. Cannavaro 51’ Bucchi 75’ De Zerbi |

| Arbitro: | Giannoccaro (Lecce) |

|                                        |           |             |
| Bogliacino 47’ Calaiò 80’ Bucchi 90+2’ | Marcatori | 52’ Colombo |

| Arbitro: | Dondarini (Finale Emilia) |

|                 |           |                   |
| Jeda 48’ (rig.) | Marcatori | 20’ (rig.) Calaiò |

| Napoli 13 marzo 2007, ore 20:30 CET 28ª giornata | Napoli        | 0 – 0 referto | Vicenza | Stadio San Paolo (19 553 spett.)\| Arbitro: \| Pieri (Lucca) \| |
| Arbitro:                                         | Pieri (Lucca) |               |         |                                                                 |

| Arbitro: | Messina (Bergamo) |

|                          |           |                    |
| Šedivec 8’ Giampaolo 18’ | Marcatori | 41’ (aut.) Zamboni |

| Arbitro: | Gava (Conegliano Veneto) |

|          |           |  |
| Sosa 33’ | Marcatori |  |

| Arbitro: | Ayroldi (Molfetta) |

|                              |           |  |
| Camoranesi 18’ Del Piero 50’ | Marcatori |  |

| Arbitro: | Gervasoni (Mantova) |

|                |           |           |
| Bogliacino 77’ | Marcatori | 39’ Eramo |

| Arbitro: | Paparesta (Bari) |

|                    |           |                                     |
| Marazzina 57’, 72’ | Marcatori | 9’ Domizzi 25’ Maldonado 38’ Calaiò |

| Arbitro: | Banti (Livorno) |

|                |           |  |
| Bogliacino 13’ | Marcatori |  |

| Arbitro: | Girardi (San Donà di Piave) |

|              |           |                     |
| Castillo 62’ | Marcatori | 66’ Sosa 89’ Trotta |

| Arbitro: | Palanca (Roma) |

|                      |           |  |
| Sosa 7’ Trotta 90+6’ | Marcatori |  |

| Arbitro: | Messina (Bergamo) |

|              |           |  |
| Caridi 45+3’ | Marcatori |  |

| Arbitro: | Rosetti (Torino) |

|  |           |         |
|  | Marcatori | 39’ Piá |

| Arbitro: | Pantana (Macerata) |

|          |           |               |
| Sosa 32’ | Marcatori | 45’ Tamburini |

| Arbitro: | Morganti (Ascoli Piceno) |

|              |           |                                         |
| Pulzetti 60’ | Marcatori | 47’ Domizzi 56’ Calaiò 90+4’ Dalla Bona |

| Arbitro: | Dondarini (Finale Emilia) |

|           |           |  |
| Calaiò 7’ | Marcatori |  |

| Genova 10 giugno 2007, ore 16:00 CEST 42ª giornata | Genoa            | 0 – 0 referto | Napoli | Stadio Luigi Ferraris (32 530 spett.)\| Arbitro: \| Rocchi (Firenze) \| |
| Arbitro:                                           | Rocchi (Firenze) |               |        |                                                                         |

### Coppa Italia

#### Turni preliminari
| Arbitro: | Bertini (Arezzo) |

|                                         |           |              |
| Domizzi 7’ Bucchi 30’ Calaiò 59’ (rig.) | Marcatori | 79’ Ginestra |

| Arbitro: | Rocchi (Firenze) |

|         |           |  |
| Piá 91’ | Marcatori |  |

| Arbitro: | Trefoloni (Siena) |

|                                                              |                      |                                                                    |
| Bucchi 44’ Calaiò 54’ Cannavaro 120+1’                       | Marcatori            | 26’ Chiellini 79’, 120’ Del Piero                                  |
| Trotta Bucchi Domizzi Dalla Bona Cannavaro Montervino Amodio | Tiri di rigore 5 – 4 | Buffon Guzmán Birindelli Marchionni Del Piero Chiellini Balzaretti |

#### Fase a eliminazione diretta
| Arbitro: | Marelli (Como) |

|                   |           |  |
| Bucchi 68’ (rig.) | Marcatori |  |

| Arbitro: | Paparesta (Bari) |

|                                      |           |                |
| Cigarini 45+1’ (rig.) Dedič 53’, 67’ | Marcatori | 83’ Dalla Bona |

## Statistiche finali

### Statistiche di squadra
| Competizione | Punti | In casa | In casa | In casa | In casa | In casa | In casa | In trasferta | In trasferta | In trasferta | In trasferta | In trasferta | In trasferta | Totale | Totale | Totale | Totale | Totale | Totale | DR  |
| Competizione | Punti | G       | V       | N       | P       | Gf      | Gs      | G            | V            | N            | P            | Gf           | Gs           | G      | V      | N      | P      | Gf     | Gs     | DR  |
| ------------ | ----- | ------- | ------- | ------- | ------- | ------- | ------- | ------------ | ------------ | ------------ | ------------ | ------------ | ------------ | ------ | ------ | ------ | ------ | ------ | ------ | --- |
| Serie B      | 79    | 21      | 12      | 9       | 0       | 28      | 12      | 21           | 9            | 7            | 5            | 24           | 17           | 42     | 21     | 16     | 5      | 52     | 29     | +23 |
| Coppa Italia | -     | 4       | 3       | 1       | 0       | 8       | 4       | 1            | 0            | 0            | 1            | 1            | 3            | 5      | 3      | 1      | 1      | 9      | 7      | +2  |
| Totale       | -     | 25      | 15      | 10      | 0       | 36      | 16      | 22           | 9            | 7            | 6            | 25           | 20           | 47     | 24     | 17     | 6      | 61     | 36     | +25 |

### Andamento in campionato
| Giornata  | 1 | 2 | 3 | 4 | 5 | 6 | 7 | 8 | 9 | 10 | 11 | 12 | 13 | 14 | 15 | 16 | 17 | 18 | 19 | 20 | 21 | 22 | 23 | 24 | 25 | 26 | 27 | 28 | 29 | 30 | 31 | 32 | 33 | 34 | 35 | 36 | 37 | 38 | 39 | 40 | 41 | 42 |
| --------- | - | - | - | - | - | - | - | - | - | -- | -- | -- | -- | -- | -- | -- | -- | -- | -- | -- | -- | -- | -- | -- | -- | -- | -- | -- | -- | -- | -- | -- | -- | -- | -- | -- | -- | -- | -- | -- | -- | -- |
| Luogo     | C | T | T | C | T | C | T | C | T | C  | T  | C  | T  | C  | T  | C  | C  | T  | C  | T  | C  | T  | C  | C  | T  | C  | T  | C  | T  | C  | T  | C  | T  | C  | T  | C  | T  | T  | C  | T  | C  | T  |
| Risultato | V | P | N | N | V | V | N | V | P | N  | V  | V  | V  | N  | N  | N  | V  | N  | V  | N  | N  | V  | V  | N  | V  | V  | N  | N  | P  | V  | P  | N  | V  | V  | V  | V  | P  | V  | N  | V  | V  | N  |
| Posizione | 1 | 8 | 7 | 9 | 5 | 2 | 2 | 2 | 5 | 6  | 4  | 1  | 1  | 1  | 3  | 3  | 1  | 3  | 1  | 2  | 2  | 2  | 1  | 2  | 2  | 2  | 2  | 2  | 2  | 2  | 3  | 3  | 3  | 3  | 2  | 2  | 3  | 3  | 3  | 3  | 2  | 2  |

Legenda:

Luogo: C = Casa; T = Trasferta. Risultato: V = Vittoria; N = Pareggio; P = Sconfitta.

### Statistiche dei giocatori
| Giocatore     | Serie B  | Serie B | Serie B     | Serie B    | Coppa Italia | Coppa Italia | Coppa Italia | Coppa Italia | Totale   | Totale | Totale      | Totale     |
| Giocatore     | Presenze | Reti    | Ammonizioni | Espulsioni | Presenze     | Reti         | Ammonizioni  | Espulsioni   | Presenze | Reti   | Ammonizioni | Espulsioni |
| ------------- | -------- | ------- | ----------- | ---------- | ------------ | ------------ | ------------ | ------------ | -------- | ------ | ----------- | ---------- |
| N. Amodio     | 24       | 0       | 5           | 1          | 1            | 0            | 1            | 0            | 25       | 0      | 6           | 1          |
| M. Bogliacino | 37       | 6       | 9           | 0          | 3            | 0            | 0            | 0            | 40       | 6      | 9           | 0          |
| C. Bucchi     | 29       | 8       | 1           | 0          | 5            | 3            | 0            | 0            | 34       | 11     | 1           | 0          |
| E. Calaiò     | 38       | 14      | 3           | 3          | 3            | 2            | 0            | 0            | 41       | 16     | 3           | 3          |
| P. Cannavaro  | 39       | 2       | 11          | 1          | 4            | 1            | 1            | 0            | 43       | 3      | 12          | 1          |
| M. Capparella | 8        | 0       | 1           | 0          | 4            | 0            | 0            | 0            | 12       | 0      | 1           | 0          |
| S. Dalla Bona | 32       | 3       | 8           | 0          | 5            | 1            | 1            | 0            | 37       | 4      | 9           | 0          |
| R. De Zerbi   | 30       | 3       | 8           | 0          | 4            | 0            | 0            | 0            | 34       | 3      | 8           | 0          |
| M. Domizzi    | 36       | 2       | 8           | 0          | 4            | 1            | 1            | 0            | 40       | 3      | 9           | 0          |
| G. Garics     | 11       | 0       | 1           | 0          | 2            | 0            | 0            | 0            | 13       | 0      | 1           | 0          |
| F. Gatti      | 23       | 0       | 8           | 0          | 2            | 0            | 0            | 0            | 25       | 0      | 8           | 0          |
| M. Gianello   | 4        | -4      | 0           | 0          | 2            | -3           | 0            | 0            | 6        | -7     | 0           | 0          |
| D. Giubilato  | 15       | 0       | 2           | 0          | 2            | 0            | 1            | 0            | 17       | 0      | 3           | 0          |
| G. Grava      | 38       | 1       | 9           | 1          | 3            | 0            | 3            | 1            | 41       | 1      | 12          | 2          |
| G. Iezzo      | 39       | -25     | 2           | 0          | 3            | -4           | 0            | 0            | 42       | -29    | 2           | 0          |
| R. Maldonado  | 32       | 1       | 7           | 2          | 2            | 0            | 1            | 0            | 34       | 1      | 8           | 2          |
| F. Montervino | 27       | 1       | 7           | 1          | 4            | 0            | 2            | 0            | 31       | 1      | 9           | 1          |
| C. Montesanto | 0        | 0       | 0           | 0          | 0            | 0            | 0            | 0            | 0        | 0      | 0           | 0          |
| Piá           | 21       | 2       | 3           | 0          | 5            | 1            | 1            | 0            | 26       | 3      | 4           | 0          |
| E. Rullo      | 7        | 0       | 1           | 0          | 0            | 0            | 0            | 0            | 7        | 0      | 1           | 0          |
| M. Savini     | 33       | 0       | 13          | 1          | 4            | 0            | 1            | 0            | 37       | 0      | 14          | 1          |
| R. Sosa       | 32       | 6       | 3           | 0          | 3            | 0            | 0            | 0            | 35       | 6      | 3           | 0          |
| I. Trotta     | 28       | 2       | 3           | 0          | 4            | 0            | 2            | 0            | 32       | 2      | 5           | 0          |
| L. Vitale     | 1        | 0       | 0           | 0          | 1            | 0            | 0            | 0            | 2        | 0      | 0           | 0          |